# Skovens Arena
Die Skovens Arena ist ein geplantes Fußballstadion in der dänischen Stadt Aarhus, Region Midtjylland. Es soll von 2024 bis 2026 auf dem Grund des 1920 errichteten Ceres Park entstehen. Es wird die neue Heimspielstätte des Fußballvereins Aarhus GF.

## Geschichte
Der Ceres Park (ursprünglich Århus Idrætspark, deutsch Aarhus Sportpark, zuletzt 2001 renoviert) mit Leichtathletikanlage ist über 100 Jahre alt. Seit einigen Jahren besteht der Wunsch und die Notwendigkeit nach einem modernen Fußballstadion ohne Leichtathletikanlage mit den Tribünen bis an das Spielfeld. Mit dem Stadionbau soll auch eine Revitalisierung des umgebenden Geländes, das Waldgebiet Kongelunden (deutsch Königlicher Hain) mit Freizeit-, Sport- und Erholungsanlagen durchgeführt werden und Dänemarks größter Stadtpark entstehen. Die Kosten für den Stadionneubau werden auf 650 Mio. dänischen Kronen (rund 87,2 Mio. Euro) geschätzt. Ende 2019 beteiligten sich Lind Invest und Salling Fondene mit 500 Mio. Kronen an dem Projekt. Mit dieser Summe war ein großer Teil der Kosten abgedeckt. Die Arbeiten am Kongelunden sollen weitere 100 Mio. Kronen kosten. Die Stadt Aarhus steuerte die fehlenden 250 Mio. Kronen aus dem Haushalt bei. Der Aarhus GF sagte weitere 150 Mio. Kronen zu.
Nach der Sicherung der Finanzierung begannen die Planungen für den Neubau. Insgesamt beteiligten sich 42 Architekturbüros aus Dänemark und der ganzen Welt am Wettbewerb. Im Dezember 2021 fand eine Vorauswahl mit sechs Vorschlägen statt, die später auf drei Entwürfe reduziert wurden. Am 14. Dezember 2022 standen die Gewinner fest. Das Büro Zaha Hadid Architects in Zusammenarbeit mit Sweco Denmark und Tredje Natur wurden ausgewählt. Das Konzept zielt darauf ab, das alte Stadion mit der Leichtathletikanlage abzureißen und eine moderne Fußballarena mit 24.000 überdachten Plätzen, dicht am Spielfeld, zu errichten. Durch die Bauarbeiten und die Entfernung der Kunststoffbahn wird der Ceres Park zeitweise nicht bespielbar sein. Dafür ist ein temporäres Stadion mit Platz für 8000 bis 12.000 Zuschauer in Tilst, einem etwa zehn km nordwestlich von Aarhus gelegener Vorort, in den Plänen vorgesehen. Der Bau würde weitere 50 Mio. Kronen kosten. Da im Stadion die Kunststoffbahn entfernt wird, ist nahe des Stadions eine neue Leichtathletikanlage auf dem Gelände der Radrennbahn und des Wurfübungsplatzes geplant. Die Radrennbahn soll auf einem Parkplatzgelände wieder aufgebaut werden. Neue Parkplätze sind zum Ausgleich auf der nahegelegenen Pferderennbahn geplant. Die beiden miteinander verbundenen Hallen hinter der Haupttribüne von 1920 sollen erhalten bleiben und im Zuge des Stadionbaus renoviert werden.
Der Beginn der Arbeiten sollte mit dem Abriss der Hørkram Tribunen (Tribüne A) Anfang Januar 2024 beginnen. In der Endphase soll der Aarhus GF von 2025 bis zur Eröffnung des Neubaus zur Saison 2026/27 im Sommer 2026 im temporären Stadion spielen. Die in Ost-West-Richtung angelegte Arena wird einen rechteckig umlaufenden Tribünenring bieten. Die Dachkante im Innenraum wird verglast, um mehr Sonnenlicht in das Stadion zu lassen. Unter dem Dach werden die Scheinwerfer für das Flutlicht und die Videoanzeigefafeln angebracht. Die Fassade ist vom umliegenden Wald inspiriert. Sie wird von nach außen gebogenen Stahlbetonpfeilern, die an die Bäume rund um die Arena erinnern sollen und die offene Holzverkleidung dominiert. Daher leitete sich der Projektname „Skovens Arena“ (deutsch „Waldarena“) ab. Durch die gebogenen Stahlbetonpfeiler wird es unter den Rängen einen breiten, halboffenen Korridor geben.
Neben den Begegnungen des Aarhus GF wird es in der neuen Spielstätte auch andere Veranstaltungen, wie Konzerte, geben. Der dänische Fußballverband Dansk Boldspil-Union hat Interesse an der Austragung von Länderspielen der dänischen Fußballnationalmannschaft angemeldet.